# Love Me Two Times
A Love Me Two Times egy dal a The Doors együttes 1967-es Strange Days című albumáról, amely később kislemezen is megjelent. A dal kislemez verziója rövidebb, mint a nagylemezen hallható verzió, mindössze két és fél perc hosszú. A dal 25. helyezést ért el a Billboard Hot 100 slágerlistán.
A Love Me Two Times megosztó volt a rádióadások szempontjából, Connecticut államban például kitiltották, mert "túl ellentmondásos"-nak tartották.
A dalt az Aerosmith együttes feldolgozta az 1990-es Air America című filmhez.

## Slágerlistás helyezések
| Chart (1967)          | Legjobb helyezés |
| --------------------- | ---------------- |
| Kanada                | 7                |
| USA Billboard Hot 100 | 25               |

## Külső hivatkozások
- AllMusic